# Fernando Lumbreras Márquez
Fernando Lumbreras Márquez   (Melilla, 1958 - València, 6 de desembre de 2018) va ser un activista LGBT valencià. Nascut a Melilla, fill d'un legionari, va iniciar la seua militància durant els anys 70 organitzant la primera manifestació de l'orgull LGBT a València, el 1979 i va destacar-se durant tota la vida pel seu activisme. El 1986 va fundar i presidir l'associació Lambda, en defensa del col·lectiu.
Va ser assassinat a sa casa a València, en un crim que encara no ha estat resolt. En un primer moment hi hagué la hipòtesi del robatori, descartant-se que es tractara d'un crim homòfob. El 17 de gener de 2019 es va detenir al presumpte autor del crim. Diverses autoritats van destacar-lo un gran lluitador, i figura indispensable per entendre els avenços dels drets socials a Espanya.